# Stolephorus nelsoni
Stolephorus nelsoni är en fiskart som beskrevs av Wongratana, 1987. Stolephorus nelsoni ingår i släktet Stolephorus och familjen Engraulidae. Inga underarter finns listade i Catalogue of Life.